# Isabel Toledo
Isabel Toledo, nata Maria Isabel Izquierdo (Camajuaní, 9 aprile 1960 – New York, 26 agosto 2019), è stata una stilista e imprenditrice cubana naturalizzata statunitense, stabilita a New York.

## Biografia
Nata a Camajuaní, Cuba, all'età di otto anni si è stabilita negli Stati Uniti, a West New York nel New Jersey. Ha frequentato la Memorial High School, dove ha incontrato il suo futuro marito e collaboratore, Ruben Toledo, che ha sposato nel 1984. Ha dichiarato a CNN nel 2012 di aver iniziato a cucire all'età di otto anni perché, "non riuscivo a trovare niente che amasse", definendo se stessa più un'"ingegnere" dell'abbigliamento che "persona della moda". Ha frequentato il Fashion Institute of Technology e la Parsons School of Design (entrambe a New York), dove ha studiato pittura, ceramica e fashion design fino al 1979. In seguito si è diplomata presso il Costume Institute del Metropolitan Museum of Art con Diana Vreeland.
È morta di cancro al seno in un ospedale di Manhattan il 26 agosto 2019.

## Carriera
Con l'aiuto dell'amica Joey Arias, l'organizzatrice dell'evento, Toledo ha presentato la sua prima collezione nel 1984 a Danceteria, partecipando ufficialmente alla New York Fashion Week dal 1985. Dopo la sfilata, i pezzi della sua collezione sono stati venduti in poco tempo da Barneys New York, Colette a Parigi e Joyce Boutique a Hong Kong, influenzando il mondo del design. Secondo il designer israeliano Alber Elbaz, "Tutti hanno copiato da Isabel. Il suo lavoro riguardava il volume, il taglio, gli esperimenti, un laboratorio di tessuti - e quello non era un momento di Instagram. Era di moda.".
Nel 1998, Toledo ha deciso di abbandonare la presentazione di collezioni semestrali, scegliendo di creare secondo un suo programma. Nel 2006, dopo più di vent'anni di lavoro esclusivamente sotto il proprio nome, Isabel Toledo è stata nominata direttrice creativa di Anne Klein, nomina che le ha permesso di raggiungere un pubblico più ampio. Il debutto con Anne Klein è avvenuto alla settimana della moda di New York nel febbraio 2007. Isabel Toledo ha lasciato il brand Anne Klein and Co. più tardi, nel 2007.

## Clienti famosi
Michelle Obama ha conosciuto le creazioni di Isabel Toledeo attraverso l'Ikram di Chicago, negozio fondato da Ikram Goldman. La First Lady ha indossato per la prima volta un modello Toledo nel giugno 2008, durante una raccolta fondi di Calvin Klein. Al primo insediamento di Barack Obama alla presidenza degli Stati Uniti, il 20 gennaio 2009, Michelle Obama ha scelto nuovamente di indossare una creazione disegnata da Isabela Toledo: un vestito a trapezio giallo limone, lana e pizzo con soprabito abbinato.
Oltre alla First Lady, altre celebrità come Demi Moore, Debra Messing e Debi Mazar hanno indossato le creazioni di Isabel Toledo, sullo schermo e sui red carpet.

## Premi
Nel 2005, insieme al marito Ruben, ha ricevuto il Cooper-Hewitt National Design Award per il loro lavoro nella moda.
In seguito, a lei e al marito è stato assegnato il Design and Innovation Award e intitolato il premio Isabel and Ruben Toledo presso l'Otis College of Art and Design di Los Angeles. Il 3 settembre 2008, nella Rainbow Room di New York in cima al Rockefeller Center, è stata premiata dal Museum at FIT con il terzo premio annuale Couture Council for Artistry of Fashion.